# ASB Classic 2014
ASB Classic 2014 — жіночий тенісний турнір, що пройшов на відкритих ґрунтових кортах. Це був 29-й за ліком турнір ASB Classic. Належав до категорії турнірів WTA International в рамках Туру WTA 2014. Відбувся в ASB Tennis Centre в Окленді (Нова Зеландія) і тривав з 30 грудня 2013-го до 4 січня 2014 року.

## Призові очки і гроші

### Розподіл очок
| Дисципліна       | П   | Ф   | ПФ  | ЧФ | 1/8 | 1/16 | Q   | Q3  | Q2  | Q1  |
| Одиночний розряд | 280 | 180 | 110 | 60 | 30  | 1    | 18  | 14  | 10  | 1   |
| Парний розряд    | 280 | 180 | 110 | 60 | 1   | Н/Д  | Н/Д | Н/Д | Н/Д | Н/Д |

### Розподіл призових грошей
| Дисципліна       | П       | Ф       | ПФ      | ЧФ     | 1/8    | 1/161  | Q3     | Q2   | Q1   |
| Одиночний розряд | $43,000 | $21,400 | $11,300 | $5,900 | $3,310 | $1,925 | $1,005 | $730 | $530 |
| Парний розряд *  | $12,300 | $6,400  | $3,435  | $1,820 | $960   | Н/Д    | Н/Д    | Н/Д  | Н/Д  |

1 Грошовий приз кваліфіканток - це, водночас, грошовий приз 1/16 фіналу

* на пару

## Учасниці в одиночному розряді

### Сіяні
| Країна    | Гравчиня         | Рейтинг1 | Сіяна |
| --------- | ---------------- | -------- | ----- |
| Італія    | Роберта Вінчі    | 14       | 1     |
| Сербія    | Ана Іванович     | 16       | 2     |
| Бельгія   | Кірстен Фліпкенс | 20       | 3     |
| Румунія   | Сорана Кирстя    | 22       | 4     |
| США       | Джеймі Гемптон   | 28       | 5     |
| Чехія     | Луціє Шафарова   | 29       | 6     |
| Німеччина | Мона Бартель     | 34       | 7     |
| Італія    | Карін Кнапп      | 41       | 8     |

- 1 Рейтинг подано станом на 30 грудня 2013

### Інші учасниці
Нижче наведено учасниць, які отримали вайлдкард на участь в основній сітці: 
- Андреа Главачкова
- Ана Конюх
- Таміра Пашек

Нижче наведено гравчинь, які пробились в основну сітку через стадію кваліфікації:
- Шерон Фічмен
- Сатіе Ісідзу
- Анетт Контавейт
- Крістина Плішкова

### Знялись з турніру
До початку турніру
- Івета Мельцер → її замінила  Лорен Девіс
- Лора Робсон (травма зап'ястка) → її замінила  Юганна Ларссон
- Олена Весніна (травма гомілковостопного суглобу) → її замінила  Юлія Гергес

Під час турніру
- Джеймі Гемптон (травма стегна)

### Завершили кар'єру
- Александра Каданцу (травма правого плеча)

## Учасниці в парному розряді

### Сіяні
| Країна    | Гравчиня          | Країна        | Гравчиня          | Рейтинг1 | Сіяна |
| --------- | ----------------- | ------------- | ----------------- | -------- | ----- |
| Чехія     | Андреа Главачкова | Чехія         | Луціє Шафарова    | 28       | 1     |
| Зімбабве  | Кара Блек         | Нова Зеландія | Марина Еракович   | 41       | 2     |
| Чехія     | Луціє Градецька   | Нідерланди    | Міхаелла Крайчек  | 128      | 3     |
| Німеччина | Мона Бартель      | США           | Меган Мултон-Леві | 145      | 4     |

- 1 Рейтинг подано станом на 23 грудня 2013

### Інші учасниці
Нижче наведено пари, які отримали вайлдкард на участь в основній сітці:
- Кірстен Фліпкенс /  Ана Іванович
- Абігейл Гатрі /  Саша Джонс

## Переможниці

### Одиночний розряд
- Ана Іванович —  Вінус Вільямс 6–2, 5–7, 6–4

### Парний розряд
- Шерон Фічмен /  Марія Санчес —  Луціє Градецька /  Міхаелла Крайчек 2–6, 6–0, [10–4]